# ジレラ

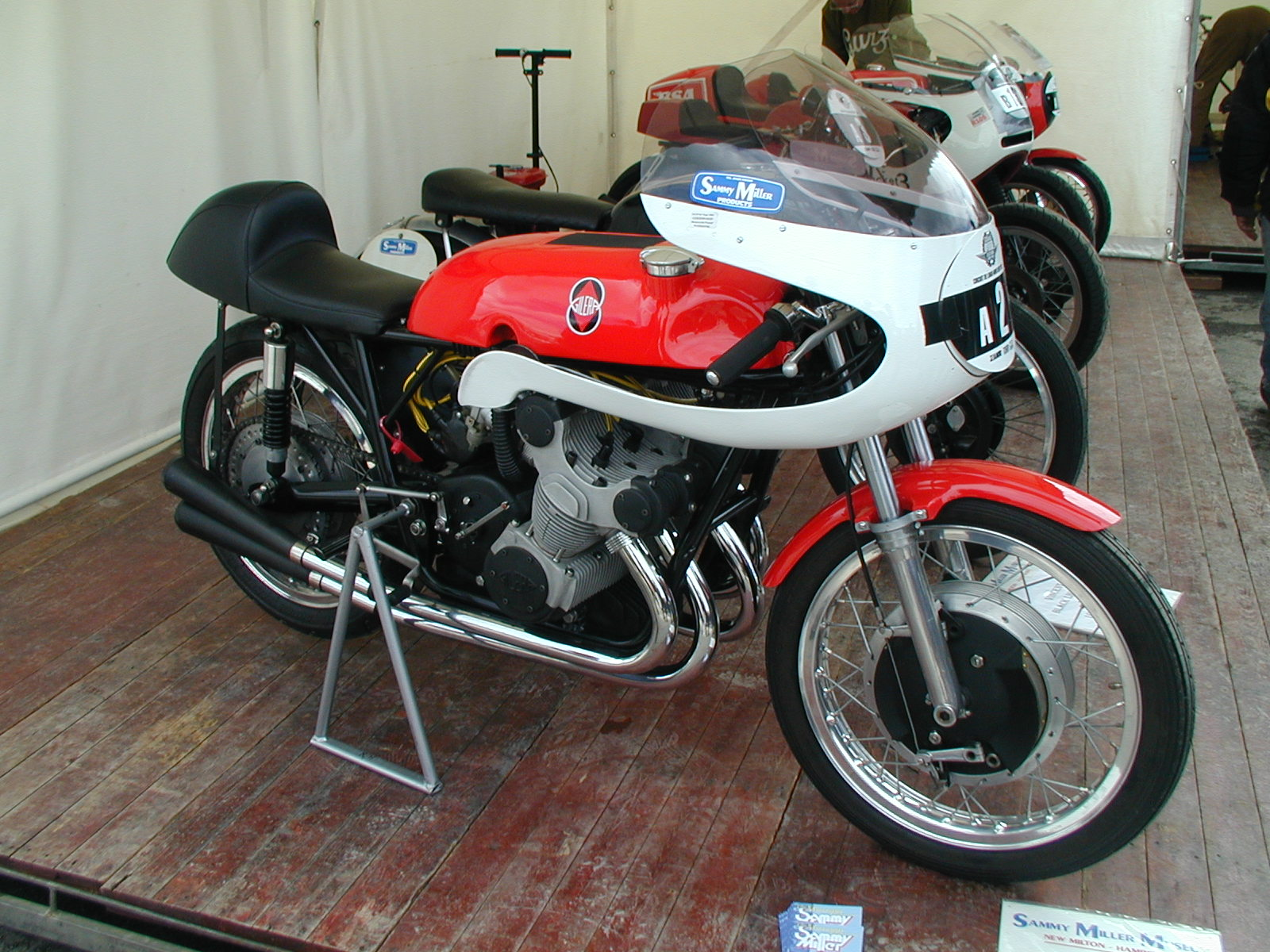
ジレラ4

ジレラ（Gilera ）は、イタリア・アルコレのオートバイ製造会社（メーカー）。1969年にピアッジオに買収されてからは、ジレラは同社が所有する6つのブランドのひとつとなった。

## 歴史

### 創業からレース界での活躍まで
ジレラは、1909年にジュゼッペ・ジレラが創業した。同社は、世界で初めてオートバイ市販を行った。
1935年にジレラはロンディネ（Rondine）から四気筒エンジンの権利を買い取り、100ccから500ccまでの4サイクルオートバイ製造に集中し、1937年には当時の最高速度170mphを記録した。この代表格が1939年の『Saturno』であり、後40年近くに亘るレース界での活躍の端緒ともなった。
第二次世界大戦後に開催されたロードレース世界選手権初期、ジレラは500ccクラスを席捲した。ウンベルト・マセッティ、ジェフ・デューク、リベロ・リベラッティを擁し、8年間で6度のチャンピオン輩出を遂げた。しかしながら、戦後の自動車ブームのためにオートバイの販売は減少し、会社の収益は悪化した。1957年の選手権を最後に、ジレラは他のイタリア系オートバイメーカーとの紳士協定に基づき、経費削減のためにレース界から手を引いた。

### ピアッジオ傘下でのジレラ
1969年にピアッジオの傘下に加わった後、ジレラは小型から大型までのスクーターを中心としたブランドとなった。これらはピアッジオを代表するスクーター・ベスパとは路線を異にするスポーティーなシリーズとして位置づけられている。

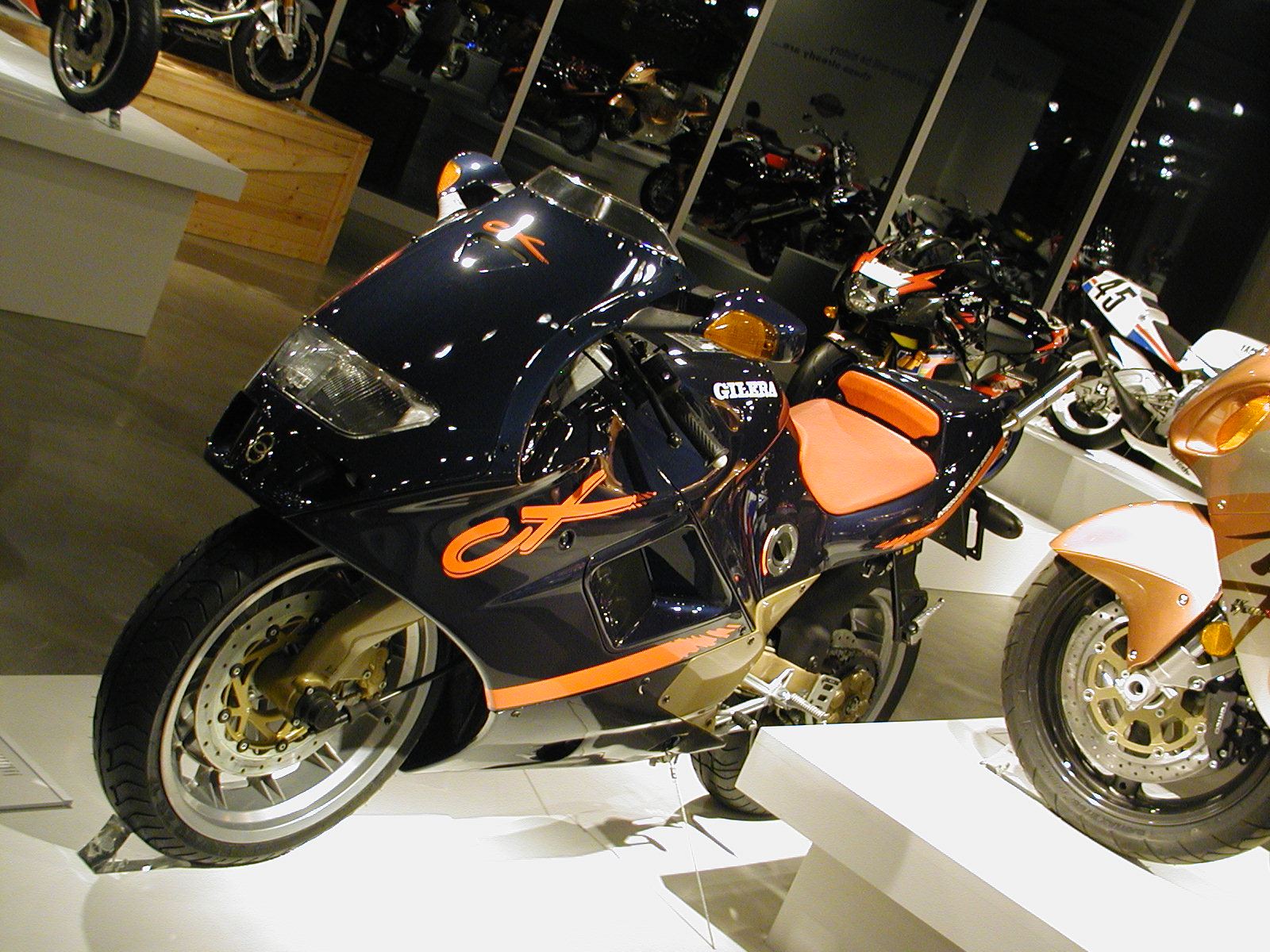
ジレラ125CX2（2006年）

ジレラはレースにも復帰し、1991年にはダカール・ラリーへ出場。1992年からはGPにもマシンを送り出し、2001年のロードレース世界選手権125ccクラスではマヌエル・ポジアーリの運転によりチャンピオンを獲得した。2000年代からは、スポーツバイクも発表している。

## 主なモデル
- ジレラDNA
- ジレラ・フォコ
- ジレラ・ランナー
- ジレラ ネクサス
- ジレラ RCR
- ジレラ SMT(en)